# Distrito electoral de Middle Creek (condado de Lancaster, Nebraska)
Middle Creek (en inglés: Middle Creek Precinct) es un distrito electoral ubicado en el condado de Lancaster en el estado estadounidense de Nebraska. En el Censo de 2010 tenía una población de 908 habitantes y una densidad poblacional de 9,8 personas por km².

## Geografía
Middle Creek se encuentra ubicado en las coordenadas 40°49′41″N 96°51′18″O / 40.82806, -96.85500. Según la Oficina del Censo de los Estados Unidos, Middle Creek tiene una superficie total de 92.64 km², de la cual 89.98 km² corresponden a tierra firme y (2.88%) 2.67 km² es agua.

## Demografía
Según el censo de 2010, había 908 personas residiendo en Middle Creek. La densidad de población era de 9,8 hab./km². De los 908 habitantes, Middle Creek estaba compuesto por el 96.37% blancos, el 0.11% eran afroamericanos, el 0.22% eran amerindios, el 1.43% eran asiáticos, el 0% eran isleños del Pacífico, el 0.33% eran de otras razas y el 1.54% pertenecían a dos o más razas. Del total de la población el 2.42% eran hispanos o latinos de cualquier raza.